# Parque Urbano de Entrevías
El Parque Urbano de Entrevías es una zona verde de 121.178 m² situada en el barrio de Entrevías, al sur del distrito Puente de Vallecas (Madrid, España) dentro del cinturón verde de Entrevías que comprende Parque Urbano de Entrevías  y el Parque Forestal de Entrevías. Limita al norte con el Polideportivo de Entrevías, al este y al oeste con la zona forestal de Entrevías y al sur con las cocheras de la EMT y la carretera de Villaverde a Vallecas

## Arbolado
Posee un total de 1595 unidades arbóreas. De las cuales un 36% son plátano de sombra, un 23% de pino piñonero, un 11% de olmo de Siberia y un 7% de pino de Alepo.
Por otra parte, la superficie de macizos arbustivos es de 2024 m². Siendo un 58% de laurel-cerezo, un 27% de Cotoneaster hoja de sauce y un 8% de Forsitia.

## Accesos
- Bus EMT: 102, 111
- Cercanías: Asamblea de Madrid-Entrevías
- Bicimad